# Sorzano
Sorzano tỉnh và cộng đồng tự trị La Rioja, phía bắc Tây Ban Nha. Đô thị này có diện tích là 10,23 ki-lô-mét vuông, dân số năm 2009 là 274 người với mật độ 26,18 người/km². Đô thị này có cự ly 17 km so với Logroño.